# Freilichtmuseum Kosaken-Weiler
Das Freilichtmuseum Kosaken-Weiler und Mühlen-Museum (ukrainisch Скансен "Козацький хутір" і Музей млинарства) ist ein Freilichtmuseum im Dorf Steziwka in der ukrainischen Oblast Tscherkassy.

## Beschreibung
Das Freilichtmuseum ist Bestandteil des Kulturreservats Tschyhyryn. Das Museum hat die Struktur eines Kosakendorfs. Der Mittelpunkt des Dorfs ist die St.-Nikolaus-Kirche aus dem 18. Jahrhundert. Sie wurde aus dem Dorf Drabiwzi (Драбівці) in das Museum übertragen.